# Antoniny (stacja kolejowa)
Antoniny (ukr. Антоніни) – stacja kolejowa w miejscowości Czerniatyń Mały, w rejonie chmielnickim, w obwodzie chmielnickim, na Ukrainie. Położona jest na linii Szepetówka – Starokonstantynów. Nazwa pochodzi od odległego o ok. 8 km osiedla typu miejskiego Antoniny.
Stacja istniała w okresie międzywojennym.